# 올로프 팔메 암살 사건
올로프 팔메 총리 암살 사건은 1986년 2월 28일 스웨덴의 올로프 팔메 총리가 정체불명의 괴한이 쏜 총에 맞아 암살당한 사건이다. 1986년 2월 28일 23시 21분에 올로프 팔메 총리는 경호원 없이 아내 리즈베트 팔메와 단 둘이서 스톡홀름 시내의 그랜드 시네마란 극장에서 영화를 보고 나온 후 집으로 돌아가던 길에 괴한의 습격을 받았다. 부인 리즈베트 팔메는 다행히 경상으로 끝났지만 팔메 총리는 등에 치명상을 입었고 결국 다음 날인 3월 1일에 향년 59세로 타계했다.
사건 당시 총리 내외의 곁엔 경호원이 없었고 목격자들의 시선이 쓰러진 총리에게 쓰러진 틈을 타 범인은 그대로 유유히 도주하였다. 1988년에 유력한 용의자 크리스터 페테르손(Christer Pettersson)이 검거되었으나 증거 불충분으로 석방되고 말았다. 결국 스웨덴 경찰은 올로프 팔메 총리 암살범을 검거하는데 실패했다.
사건 당시에 스웨덴에서는 살인 사건의 공소시효를 25년으로 규정하고 있었기 때문에 해당 사건의 공소시효는 2011년 2월 28일에 만료될 예정이었다. 법률이 개정되면서 검찰의 수사가 재개되었지만 2018년까지 미제 사건으로 남아 있다. 암살 배후로 미국, 소련, 남아프리카 공화국, 스웨덴 내 극우 세력 등이 다양하게 지목되었으나 현재까지 분명하게 밝혀진 것은 없다.

## 사건 당일 밤

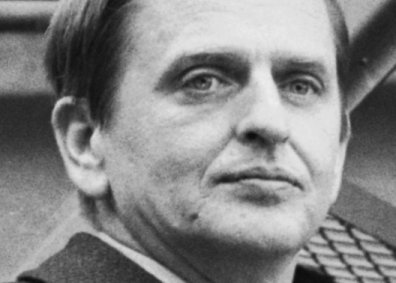
1970년대 초반의 올로프 팔메 총리

올로프 팔메는 총리가 되었음에도 불구하고 가능한 일반인들과 같이 살아가는 것을 추구했다. 그는 종종 경호원들의 경호 없이 외출하곤 했고 그가 암살당한 날 밤 역시 그런 때였다. 1986년 2월 28일, 자정이 조금 못된 시각에 팔메 총리는 그의 아내 리스베트 팔메(Lisbet Palme)와 함께 스톡홀름 시내의 스베아베겐(Sveavägen)의 그랜드 시네마(Grand Cinema)에서 집으로 가는 길에 총기를 소지한 남성 1명의 습격을 받았다. 팔메 총리는 23시 21분 경에 등에 치명적인 총상을 입었다. 두 번째 총탄은 팔메 여사에게 부상을 입혔다.
경찰은 택시 운전기사가 그의 이동무선통신을 사용해 신고했고 두 소녀가 차 근처에서 구조를 시도했다고 말했다. 팔메 총리는 1986년 3월 1일 0시 6분에 병원 도착 즉시 사망했다. 암살범은 투넬가탄(Tunnelgatan) 동쪽으로 탈출했다. 부총리 잉바르 칼손이 즉시 총리직을 승계받았고 사회민주당의 새로운 수장이 되었다.

## 사건 일지

### 영화 관람 결정
그랜드 시네마 극장에서 영화를 보기로 한 팔메 총리의 결정은 매우 짧은 통지로 이루어졌다. 리스베트 팔메는 오후 동안에 직장에 있을 때 볼 영화에 대해 이야기했고 17시에 둘째 아들 모르텐 팔메(Mårten Palme)에게 전화하여 그랜드 시네마에서 상영하는 영화에 대해 이야기했다고 한다. 올로프 팔메 총리는 18시 30분에 집에서 그의 아내를 만날 때까지 그런 계획을 듣지 못했고 그 때 팔메 총리는 이미 보안 기관으로부터 어떠한 개인적인 경호를 안 받겠다고 선언해왔다. 그는 아들에게 전화로 이 날 계획에 대해 말했고 그들은 결국 이미 수잔 오스텐(Suzanne Osten) 감독의 스웨덴 코미디 영화 <모차르트 형제들(Bröderna Mozart)>을 보기 위해 티켓을 구매한 아들 모르텐과 모르텐의 여자친구와 합류하기로 결정했다. 이 결정은 대략 20시 경에 이루어졌다. 경찰은 뒤늦게 도청장치 혹은 비슷한 종류의 장비 흔적을 찾기 위해 팔메 총리의 아파트와 리스베트와 모르텐의 직장까지 수색했으나 그 어떤 것도 찾지 못했다.

### 그랜드 시네마

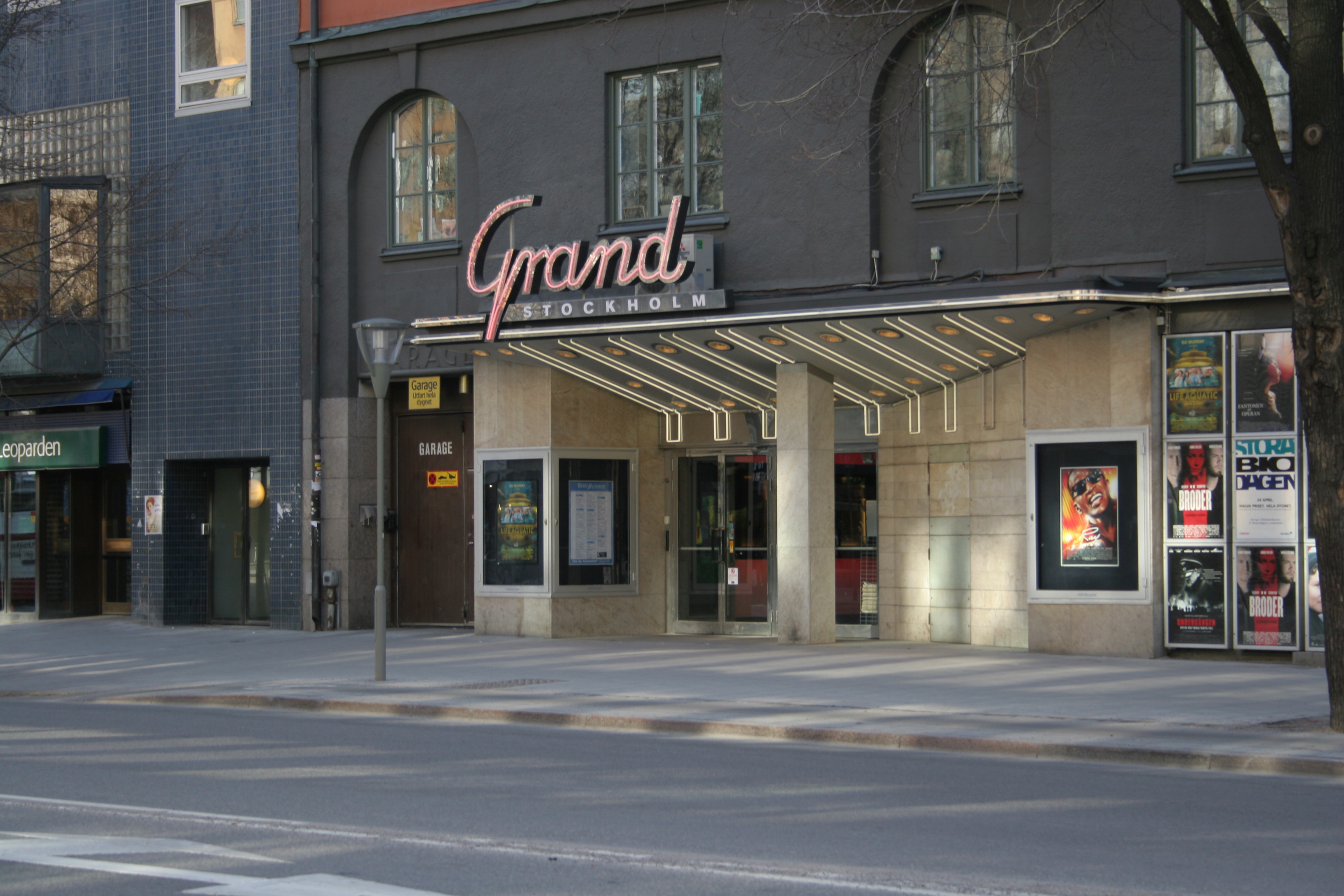
팔메 총리가 사건 당일 영화를 보러 갔던 스톡홀름의 그랜드 시네마

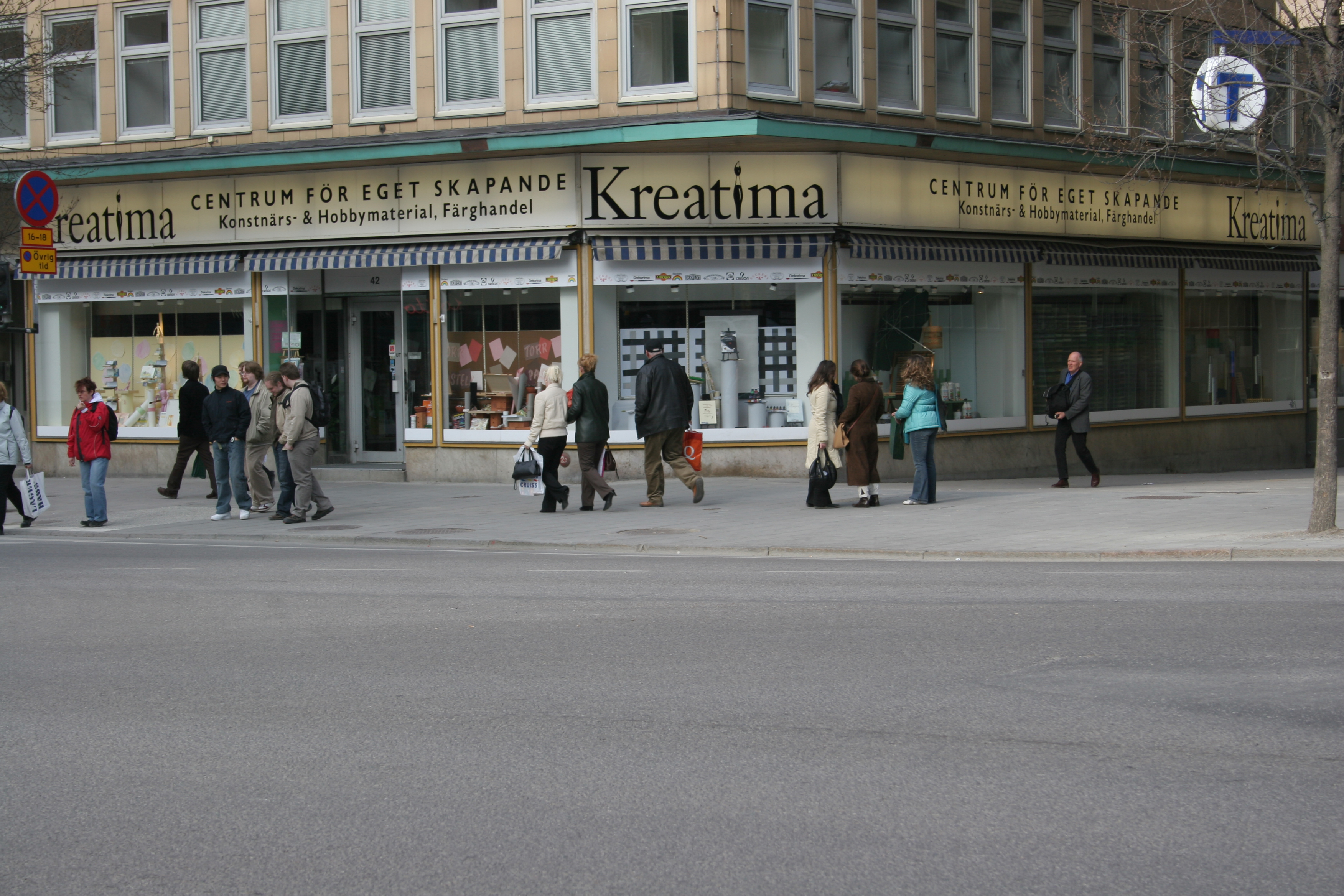
팔메 총리가 저격 당한 스베아바겐과 투넬가탄 교차로

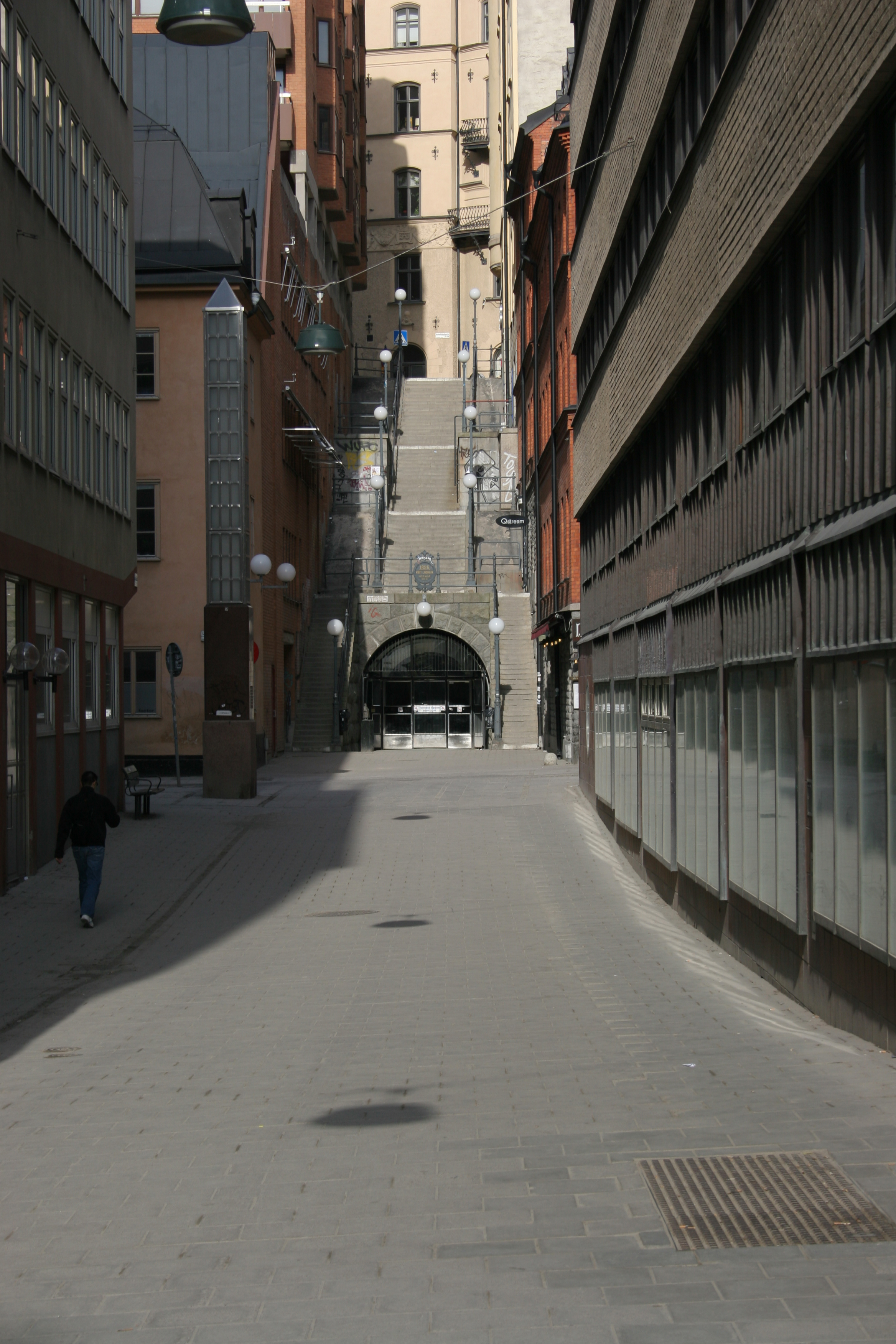
암살범이 즉시 도주한 경로인 투넬가탄

20시 30분에 팔메 총리 부부는 아파트를 출발해 경호 없이 스톡홀름 지하철의 감라스탄 역으로 향했다. 몇몇 사람들은 총리 부부가 역으로 단거리 보행을 하는 것을 목격했으며 이후 경찰 조사에 따르면 경호원들이 없었다고 말했다. 총리 부부는 지하철을 타고 로드만스가탄 역으로 갔고 거기서 그랜드 시네마까지 걸어서 갔다. 총리 부부는 21시에 극장 바로 바깥에서 아들 모르텐 팔메와 그의 여자친구를 만났다. 올로프 팔메 총리가 극장에 도착했을 땐 이미 그 영화 티켓이 거의 매진되어서 아직 티켓을 구매하지 못했다. 하지만 티켓 점원이 올로프 팔메 총리를 알아보았고 그를 베스트 좌석에 앉히고 싶어했고 그러므로 팔메 총리에게 극장 연출자 좌석을 팔았다.

### 암살
영화 상영이 끝난 후 두 커플은 극장 바깥에서 잠시 머물렀다가 23시 15분 경에 헤어졌다. 올로프 팔메 총리와 리스베트 팔메 부인은 스베아베겐 남쪽에서 서쪽으로 회토리예트 역 북쪽 출입구 방향으로 향했다. 그들이 아돌프 프레드릭 교회에 이르렀을 때 그들은 스베아베겐을 건넜고 거리의 동쪽으로 계속해서 이동했다. 그들은 가게 창가에 진열된 뭔가를 본다고 잠시 멈췄다가 당시 스베아베겐과 투넬가탄의 모퉁이에 위치한 데코리마(Dekorima) 가게를 지나치며 계속 이동했다.
23시 21분, 한 남자가 뒤에서 나타나 직사 거리 범위에서 팔메 총리를 사살했고 총리 부인에게 두 번째 총알을 발사했다. 범인은 곧바로 달려서 투넬가탄 거리로 내려갔고 말휠나스가탄(Malmskillnadsgatan)으로 올라온 뒤 다시 다비드 바게레스(David Bagares) 거리로 내려갔는데 이것이 그가 마지막으로 목격된 것이다.

### 타임라인
유, 무선 통화 기록들에 타임 스탬프가 찍힌 덕분에 많은 사건들이 매우 높은 정밀성을 갖고 밝혀져왔다.
- 1986년 2월 28일 23:21:30 - 팔메 총리 부부 권총 피격.
- 1986년 2월 28일 23:22:20 - 목격자가 긴급 전화 90000으로 전화했으나 전화가 잘못 걸려 발신자가 경찰에 연결이 안 됨.
- 1986년 2월 28일 23:23:40 - Järfälla 택시 교환대 교환원이 경찰 출동 센터로 전화를 걸어 자기 회사 택시기사 중 한 명이 스베아베겐과 투넬가탄 모퉁이에서 어떤 사람이 총에 맞았다는 취지의 메시지를 발송.
- 1986년 2월 28일 23:24:00 경 - 몇백 피트 떨어진 곳의 경찰 순찰대가 총성을 들었다는 택시 기사의 무전을 듣고 온 두 번째 택시 기사가 신고한 이후 현장에 도착.
- 1986년 2월 28일 23:24:40 - 경찰은 스베아베겐에서 일어난 총격사건에 관한 긴급 출동센터의 연락을 수신. 출동센터 소장은 이러한 사건에 대해 아는 것이 없다고 부정.
- 1986년 2월 28일 23:24:00~23:25:30 경 - 순찰차를 암살범의 도주 경로 인근의 말휠나스가탄에 배치, 암살범을 잡으라는 상관의 명령을 받고 도착.
- 1986년 2월 28일 23:25:00 경 - 지나가는 구급차가 멈춰서 희생자들을 구조.
- 1986년 2월 28일 23:26:00 - 경찰 출동 센터가 SOS 긴급 센터에 전화해 스베아베겐과 투넬가탄 교차로에서 일어난 사건에 대한 정보를 제공.
- 세 번째 경찰 순찰대가 도착.
- 두 번째 구급차가 도착.
- 1986년 2월 28일 23:28:00 - 첫 번째 구급차가 두 희생자들을 싣고 사바츠베리(Sabbatsberg) 병원으로 출발.
- 1986년 2월 28일 23:30:00 - 범죄 현장 관할 경찰서장은 경찰 출동센터에 희생자가 총리임을 알림.
- 1986년 2월 28일 23:31:40 - 긴급 출동센터가 구급차가 병원에 도착했다는 통보를 받음.
- 1986년 3월 1일 00:06:00 - 올로프 팔메 총리 공식적으로 사망.
- 1986년 3월 1일 00:45:00 - 부총리 잉바르 칼손, 로젠바드(Rosenbad)에 도착.
- 1986년 3월 1일 01:10:00 - 올로프 팔메 총리 암살에 대한 첫 번째 라디오 방송.
- 1986년 3월 1일 04:00:00 - 올로프 팔메 총리 암살에 대한 첫 번째 TV 방송.
- 1986년 3월 1일 05:15:00 - 스웨덴 정부, 기자회견 개최.

## 범죄 현장의 단서들
암살자가 남기고 간 유일한 법의학적 단서는 윈체스터-웨스턴 .357매그넘 158그레인 메탈 피어싱으로 밝혀진 2발의 발사된 총알들 뿐이다. 두 총알들은 올로프 팔메 총리와 리스베트 팔메 부인의 옷에서 나온 납 조각과 정확히 일치했다. 암살에 쓴 무기가 탄피가 자동으로 배출되지 않는 리볼버였기 때문에 탄도 실험을 통한 사건 재현을 할 방법이 없었고 오직 두 발의 총알만이 거리에서 회수되었다.

## 같이 보기
- 존 F. 케네디 암살 사건